# Toon Coppens
Toon Coppens is een Belgisch ondernemer en mede-oprichter van de sociale netwerksite Netlog. In zijn eerste jaar aan de Universiteit Gent, waar hij zijn studies informatica volgde, richtte hij in 1999 de website ASL.TO op. De site was een van de eerste virtuele gemeenschappen in Europa. Later kreeg hij hierbij ondersteuning van Lorenz Bogaert en werd de naam veranderd naar Redbox. Deze site was voornamelijk gericht op Belgische jongeren. Eind 2005 werd Redbox beschikbaar in andere Europese landen.
Hierna begonnen ze aan een tweede website, genaamd Facebox. Beide sites werden in april 2007 samengevoegd tot Netlog. In december 2014 werd Netlog gesloten.
In 2013 investeerde hij samen met Bogaert in het nieuwe journalistieke project newsmonkey.